# 仓鼠

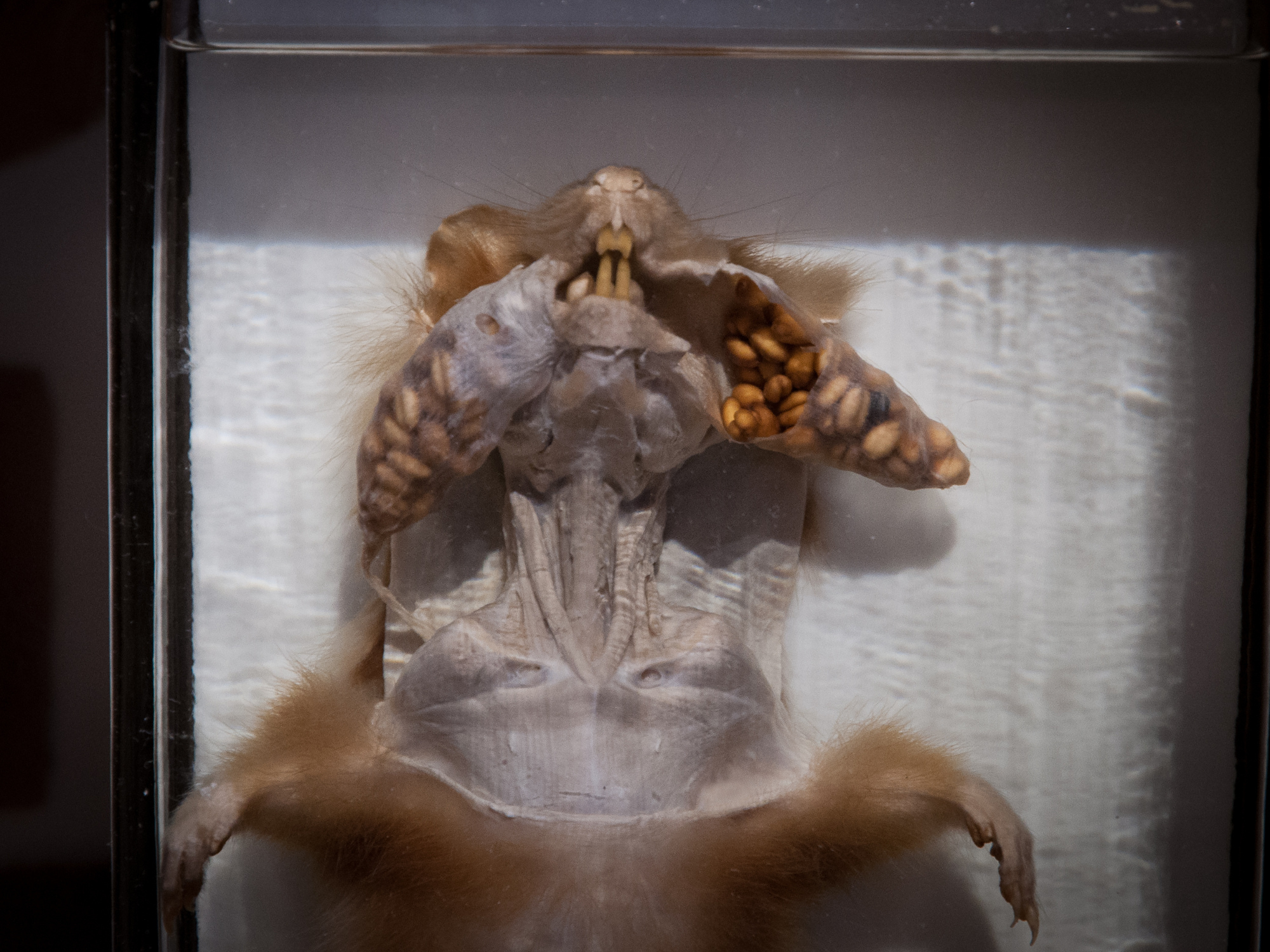
解剖后展示仓鼠的頰囊。

倉鼠，又名地鼠，是倉鼠亞科（学名：Cricetinae）動物的通稱。共七屬十八種，主要分布於亞洲，其中有三屬八種分布於中國大陸，少數物種則分布於歐洲。多種倉鼠如今被當作家庭寵物飼養，亦因易於人工繁殖，經常用於動物實驗。
在野外，倉鼠是黃昏時出沒的動物，白天多半會待在地底下以避免被捕食。它們主要的食物來源是種子、水果以及蔬菜，偶爾也會吃穴居昆蟲。除分佈在中亞的小倉鼠外，其他種類的倉鼠兩頰皆有頰囊，從臼齒側延伸到肩部。可用作臨時儲存，也可用作搬運食物回洞儲藏，故名倉鼠，又稱腮鼠、搬倉鼠。

## 歷史
雖然早在1839年，英国博物学家喬治·羅伯特·沃特豪斯就首度合乎科學地描述了敘利亞倉鼠（黃金鼠）的特稱，但是直到1939年，研究人員才成功地繁殖並馴養倉鼠。當時，整個實驗室的倉鼠似乎是由單一對兄妹/姐弟倉鼠繁殖出的後代。這窩倉鼠是在1930年，由以色列耶路撒冷希伯來大学的動物學家以色列·阿哈羅尼抓獲，並將牠們從敘利亞的阿勒坡進口而來，而後成功地在耶路撒冷繁殖。多年以後，這個繁殖物種被出口到美國，並在此成为最受歡迎的寵物和實驗動物之一。在比較研究中，馴養的倉鼠有比較少的遺傳變異。然而，在行為學、時間生物學、形態計量學、血液學的差異上，則是落在物種間變異的預期之內。

## 特徵

### 外貌
倉鼠通常身體粗壯，尾巴短於體長，耳朵小而毛茸茸，腿短而粗壯，腳寬。它們有厚實、柔滑的皮毛，可長可短，顏色為黑色、灰色、蜂蜜色、白色、棕色、黃色、紅色或混合色，具體取決於物種。倉鼠有分佈於兩頰的小鬍鬚，雖似老鼠，但尾略短，藏匿於皮毛之中。倉鼠尾巴很難看到，因為它通常不是很長，大約是身體長度的六分之一，但中國倉鼠除外，它的尾巴與身體長度相同。四肢短小，前肢承擔起攝食的主要輔助作用。背部皮毛常有條紋狀，隨倉鼠的成長，條紋色也會加深，當然也有沒有條紋品種的倉鼠。面頰內有囊，能儲食，因其存在可見其面頰鼓起。上顎會有對銳利的門牙以啃噬。成年公倉鼠體重在85克至130克之间，而母倉鼠為95克至150克。歐洲倉鼠可有体重达250克至600克者。

### 感官
倉鼠視力不佳，牠們都是近視而且是色盲，只能分辨黑白，導致倉鼠沒有很好的距離感。儘管視力不好，牠們還是可以爬上籠子或去冒險。倉鼠可以隨時感知周圍的運動，這種感覺可以幫助它們保護自己免受野外傷害，在家飼養的情況下可以幫助牠們感知主人何時可能在附近並可能會去接近牠們。倉鼠的側腹（以及中國倉鼠和侏儒倉鼠的腹部）有香腺，讓倉鼠在挖掘基材或墊材時可以留下氣味。倉鼠也利用嗅覺辨別食物以及彼此的性別。母倉鼠還可以利用嗅覺來尋找自己的寶寶，辨別出哪些不是自己的。氣味腺體也可以用來標記牠們的領地、幼崽或伴侶。倉鼠通過豎起耳朵來捕捉聲音。牠們傾向於學習類似的聲音，並開始了解食物的聲音，甚至是主人的聲音。牠們對高音調的噪音也特別敏感，可以聽見超音波並以此溝通。

### 食性
倉鼠是雜食動物，這意味著它們可以吃肉和蔬菜。生活在野外的倉鼠吃種子、草，中東的倉鼠會成群結隊地尋找昆蟲作為食物。雖然寵物倉鼠可以在只吃鼠糧的情況下生存，但可以給予其他物品，如蔬菜、水果、種子和堅果。雖然商店購買的食物對倉鼠有好處，但最好在它們的飲食中加入水果和蔬菜，因為這樣可以讓它們更健康。儘管倉鼠可以同時吃水果和蔬菜，但重要的是要準確了解它們可以吃哪些以及可以吃多少。倉鼠最適合吃除柑橘外的水果和大多數綠葉蔬菜。不應餵倉鼠吃垃圾食品、巧克力、大蒜或任何含鹽、含糖的食物。倉鼠喜歡吃花生醬，但一定要小心餵它們，因為這種粘稠的食物會卡在它們的頰囊上導致發炎。倉鼠都是後腸發酵，會食用自己的糞便，重新獲取那些消化過、但是沒有被吸收的養分。

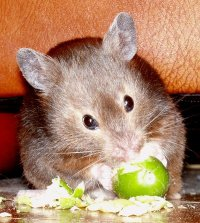
短毛金黃地鼠
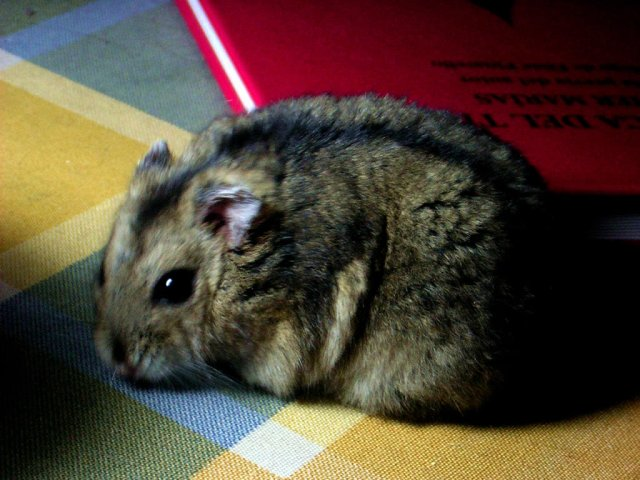
俄羅斯侏儒倉鼠
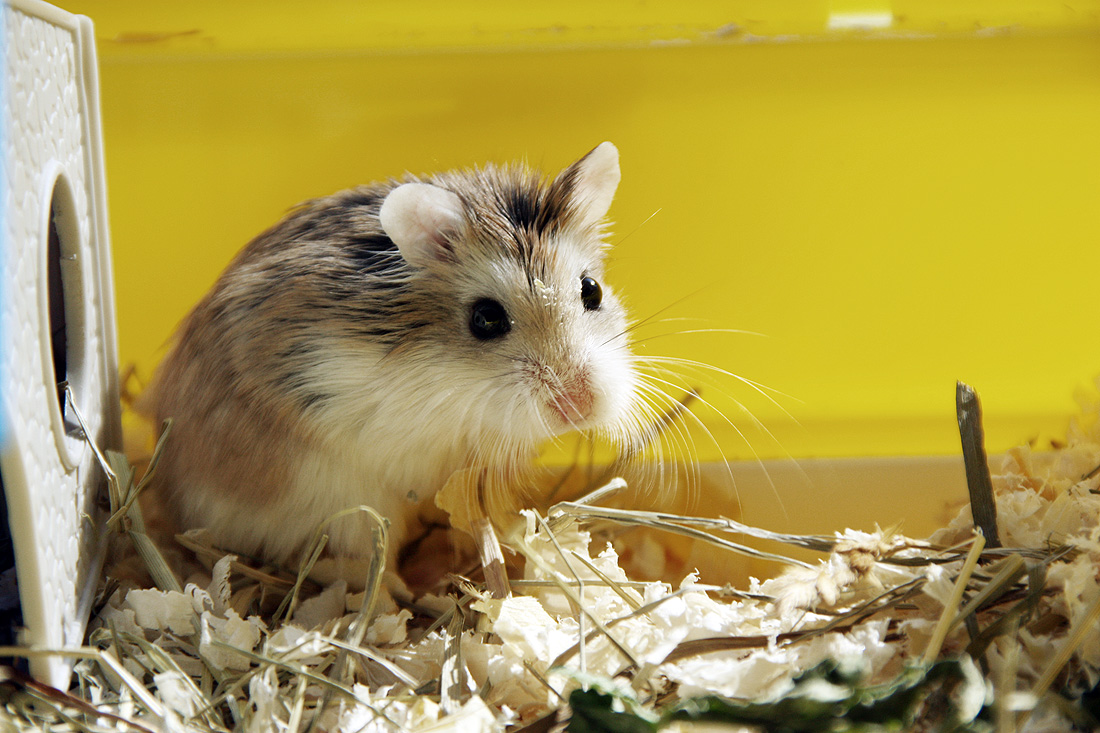
小毛足鼠
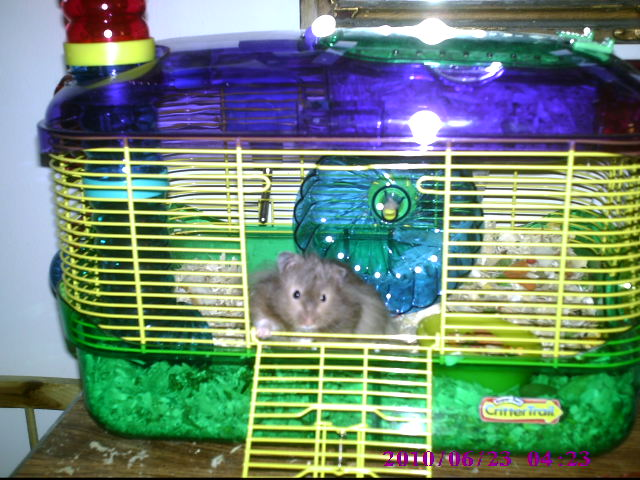
在籠子裡的倉鼠

## 行為
倉鼠喜歡囤積食物，牠們用頰囊將食物運送到地下儲藏室，裝滿的頰囊可以使他們的頭變成之前的三倍大。倉鼠在秋天的幾個月裡增肥以迎接冬天，即使倉鼠作為寵物飼養也會發生這種情況。倉鼠透過肢體語言相互交流，甚至以此與牠們的主人交流。牠們使用氣味腺發送特定的氣味進行交流，並用肢體語言表達牠們的感受。倉鼠主要在黎明和黃昏活動，倉鼠在一天中的大部分時間都生活在地下，只在日落前離開洞穴大約一個小時，然後當天黑時返回。在野外，敘利亞倉鼠可以冬眠，讓牠們的體溫下降到接近環境溫度。這種體溫調節將新陳代謝率降低到5%左右，有助於在冬季大大減少對食物的需求。冬眠可以持續長達一周，但更常見的是持續2至3天。當作為家養寵物飼養時，敘利亞倉鼠不會冬眠。
所有倉鼠都是優秀的挖掘者，牠們會建造帶有一個或多個入口的洞穴，通道與用於築巢、食物儲存和其他活動的房間相連。牠們用前腿和後腿，以及鼻子和牙齒來挖掘。在野外，洞穴緩衝極端的環境溫度，提供相對穩定的氣候條件，並保護免受捕食者的侵害。敘利亞倉鼠通常在0.7米的深度挖洞。一個洞穴包括一個直徑4至5厘米的陡峭的入口、一個巢和一個囤積室以及一個用於排尿的盲端分支。實驗室飼養的倉鼠沒有失去挖洞的能力，事實上如果為牠們提供適當的基質，牠們會以極大的活力和技巧做到這一點。野生倉鼠也會佔用其他哺乳動物建造的隧道，例如準噶爾倉鼠會使用鼠兔洞穴。

## 繁殖
倉鼠的生育年齡具體取決於它們的種類，敘利亞倉鼠和俄羅斯倉鼠都很快成熟，可以在4至5週大時開始繁殖，而中國倉鼠通常在兩到三個月大時開始繁殖，而羅伯羅夫斯基在三到四個月大時開始繁殖。雌性倉鼠的生殖壽命持續約18個月，但雄性倉鼠的生育能力要長得多。雌性大約每四天發情一次，這表現為生殖器區域變紅並發出一股麝香氣味，如果雌性倉鼠認為附近有雄性，它會發出嘶嘶聲、吱吱聲。
從上面看，性成熟的雌性倉鼠有一條整齊的尾線；雄性的尾線兩側隆起。這可能在所有物種中都不是很明顯。與體型相比，雄性倉鼠的睾丸通常非常大。在性成熟發生之前，確定年輕倉鼠的性別更加困難。檢查時，雌性倉鼠的肛門和生殖器開口靠近在一起，而雄性倉鼠的這兩個孔相距較遠，陰莖通常縮回皮毛，因此表現為一個孔或粉紅色的疙瘩。
敘利亞倉鼠是季節性繁殖者，每年會產幾窩，每窩有幾隻幼崽。北半球的繁殖季節為4月至10月，敘利亞倉鼠的妊娠期為16至18天，俄羅斯倉鼠為18至21天，中國倉鼠為21至23天，羅伯羅夫斯基倉鼠為23至30天。敘利亞倉鼠的平均窩產仔數約為7隻幼崽，但可以多達24只，這是子宮中可以容納的最大幼崽數量。坎貝爾侏儒倉鼠一窩通常有4到8隻幼崽，但最多可以有13只。
倉鼠每個月都能產一窩，倉鼠出生時無毛且要14天才可睜眼，一周後，它們開始在巢外探索。幼崽三周大後可以進食，在此之前依賴母親進行哺乳，倉鼠在達到三週齡後成熟。敘利亞倉鼠在圈養中的壽命通常不超過2至3年，而在野外則更少。俄羅斯倉鼠在圈養中的壽命約為2至4年，中國倉鼠2至3年，較小的羅伯羅夫斯基倉鼠倉鼠通常能在圈養中活到三年。

## 分類
倉鼠亞科共七屬十八種，可分為：
- 短耳倉鼠屬（Allocricetulus）
  - 蒙古倉鼠（Allocricetulus curtatus）
  - 哈薩克倉鼠（英语：Eversmann's hamster）（Allocricetulus eversmanni）
- 甘肅倉鼠屬（Cansumys）
  - 甘肅倉鼠（Cansumys canus）
- 倉鼠屬（Cricetulus）
  - 西藏侏儒倉鼠（Cricetulus alticola）
  - 黑線倉鼠（Cricetulus barabensis）
  - 中國倉鼠（Cricetulus griseus）
  - 藏倉鼠（Cricetulus kamensis）
  - 長尾倉鼠（Cricetulus longicaudatus）
  - 灰倉鼠（Cricetulus migratorius）
  - 擬黝倉鼠（Cricetulus pseudogriseus）
  - 索氏仓鼠（Cricetulus sokolovi）
- 原倉鼠屬（Cricetus）
  - 歐洲倉鼠（Cricetus cricetus）
- 中倉鼠屬（Mesocricetus）
  - 敘利亞倉鼠（Mesocricetus auratus）：又名金色中倉鼠，俗稱黃金鼠
  - 布氏中倉鼠（英语：Turkish hamster）（Mesocricetus brandti）
  - 羅馬尼亞中倉鼠（英语：Romanian Hamster）（Mesocricetus newtoni）
  - 高加索中倉鼠（英语：Ciscaucasian Hamster）（Mesocricetus raddei）
- 侏儒倉鼠屬（Phodopus）：為坊間多數寵物鼠的種類
  - 坎貝爾侏儒倉鼠（Phodopus campbelli）：俗稱一線鼠、蒙古倉鼠、俄羅斯倉鼠
    - Phodopus campbelli campbelli Thomas, 1905
    - Phodopus campbelli crepidatus Hollister, 1912

  - 小毛足鼠（Phodopus roborovski）：又名沙漠侏儒倉鼠、羅伯羅夫斯基倉鼠，俗稱老公公鼠
  - 短尾侏儒倉鼠（Phodopus sungorus）：又名加卡利亞倉鼠、黑線毛足鼠、冬白倉鼠，俗稱三線鼠、楓葉鼠、西伯利亞倉鼠
- 大倉鼠屬（Tscherskia）
  - 韓國倉鼠（Tscherskia triton）

## 相关文化
- 河岸故事（Tales of the Riverbank）：英國BBC兒童電視節目。
- 嘟嘟小仓鼠（The ZhuZhus）：美國迪士尼频道动画剧集。
- 仓鼠与格蕾泰尔（Hamster & Gretel）：美國迪士尼频道动画剧集。
- 看家鼠（Oruchuban Ebichu）：日本漫画家伊藤理佐作品。
- 哈姆太郎（Hamtaro）：日本漫画家河井律子作品。
- 美国作家贝蒂·G·伯尼（英语：Betty G. Birney）著有《According to Humphrey》系列童书。
- 美国作家、插画家厄休拉·弗农（英语：Ursula Vernon）著有《Hamster Princess》系列童书。